# Tibouchina viminea
Tibouchina viminea är en tvåhjärtbladig växtart som först beskrevs av David Don, och fick sitt nu gällande namn av Célestin Alfred Cogniaux. Tibouchina viminea ingår i släktet Tibouchina och familjen Melastomataceae. Inga underarter finns listade i Catalogue of Life.